# L'Hospitalet-près-l'Andorre
L'Hospitalet-près-l'Andorre (in catalano L'Ospitalet, in occitano L'Espitalet) è un comune francese di 92 abitanti situato nel dipartimento dell'Ariège nella regione dell'Occitania.

## Geografia fisica
L'Hospitalet-près-l'Andorre si trova nei Pirenei nella valle del fiume Ariège non lontano dal confine di stato con Andorra e dalla località andorrana di Pas de la Casa.

## Società

### Evoluzione demografica
Abitanti censiti